# Raimundo Fagner
Pour les articles homonymes, voir Fagner (homonymie).
Raimundo Fagner Cândido Lopes, plus connu sous le diminutif Fagner, est un chanteur et compositeur brésilien.

## Discographie

### Albums studio
- 1973 - Manera Fru Fru, Manera
- 1975 - Ave Noturna
- 1976 - Raimundo Fagne
- 1977 - Orós
- 1978 - Eu Canto - Quem Viver Chorará
- 1979 - Beleza
- 1980 - Eternas Ondas
- Fagner, 1973.1981 - Traduzir-se
- 1982 - Sorriso Novo
- 1983 - Palavra de Amor
- 1984 - A Mesma Pessoa - Cartaz
- 1985 - Deixa Viver
- 1986 - Fagner - Lua do Leblon
- 1987 - Romance no Deserto
- 1989 - O Quinze
- 1991 - Pedras que Cantam
- 1993 - Demais
- 1994 - Caboclo Sonhador
- 1995 - Retrato

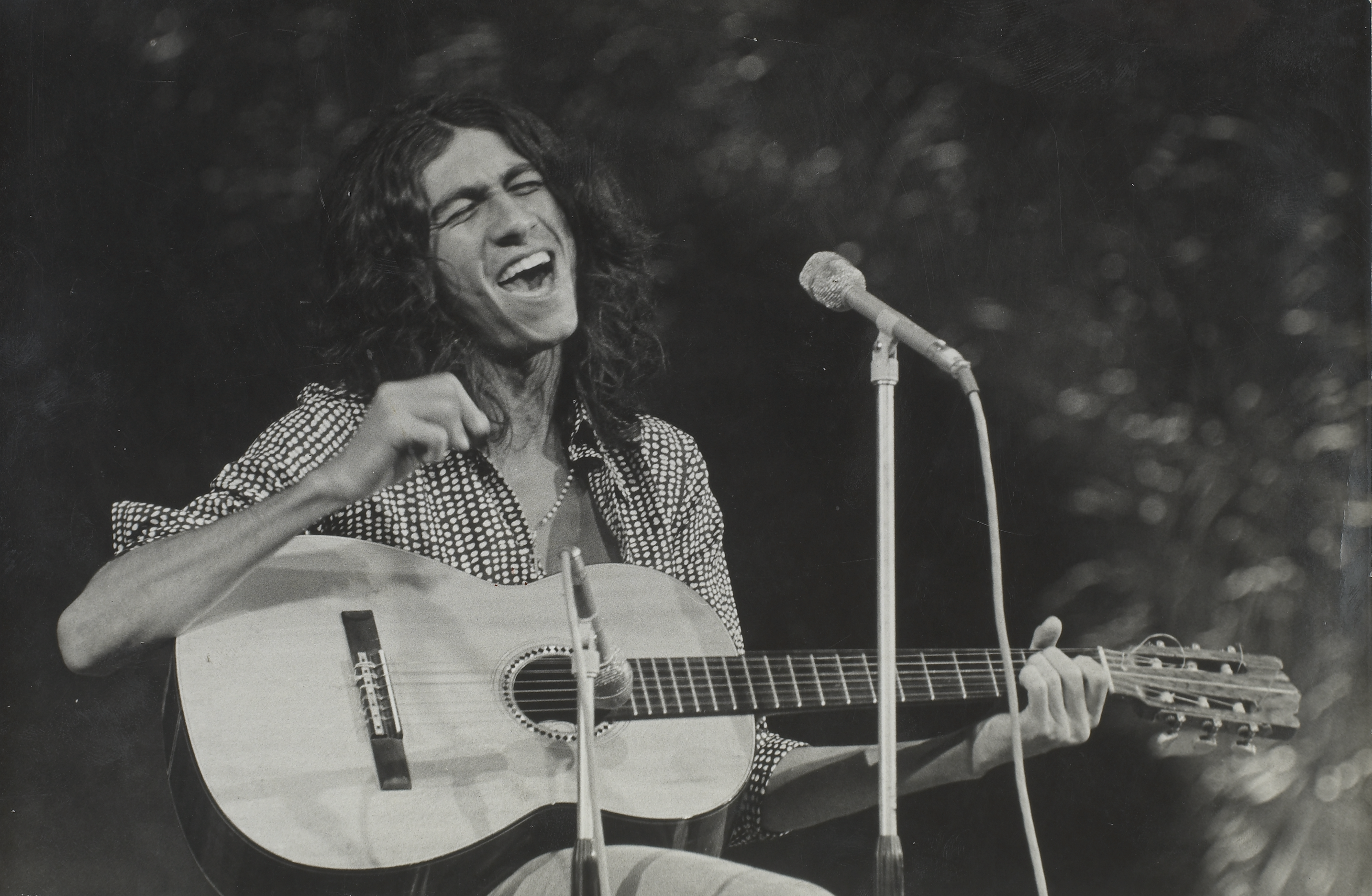
Fagner, 1973.

- 1996 - Raimundo Fagner - Pecado Verde
- 1996 - Bateu Saudade
- 1997 - Terral
- 1998 - Amigos e Canções
- 2000 - Ao vivo - Vol. I e II
- 2001 - Fagner
- 2004 - Donos do Brasil
- 2007 - Fortaleza
- 2009 - Uma Canção no Rádio

### Autres
- 1971 - Fagner e Cirino
- 1972 - Cavalo Ferro (Compacto Duplo)
- 1975 - Fagner e Ney Matogrosso
- 1979 - Soro
- 1981 - Raimundo Fagner Canta en Español
- 1983 - Homenaje a Picasso
- 1984 - Fagner e Gonzagão I
- 1989 - Cartaz - Os sucessos de Fagner
- 1989 - Fagner e Gonzagão II - ABC do Sertão
- 1991 - Fagner en Español
- 1993 - Uma Noite Demais - Ao Vivo no Japão
- 2000 - Ao Vivo
- 2002 - Me Leve (ao vivo)
- 2003 - Fagner & Zeca Baleiro